# T. Colin Campbell

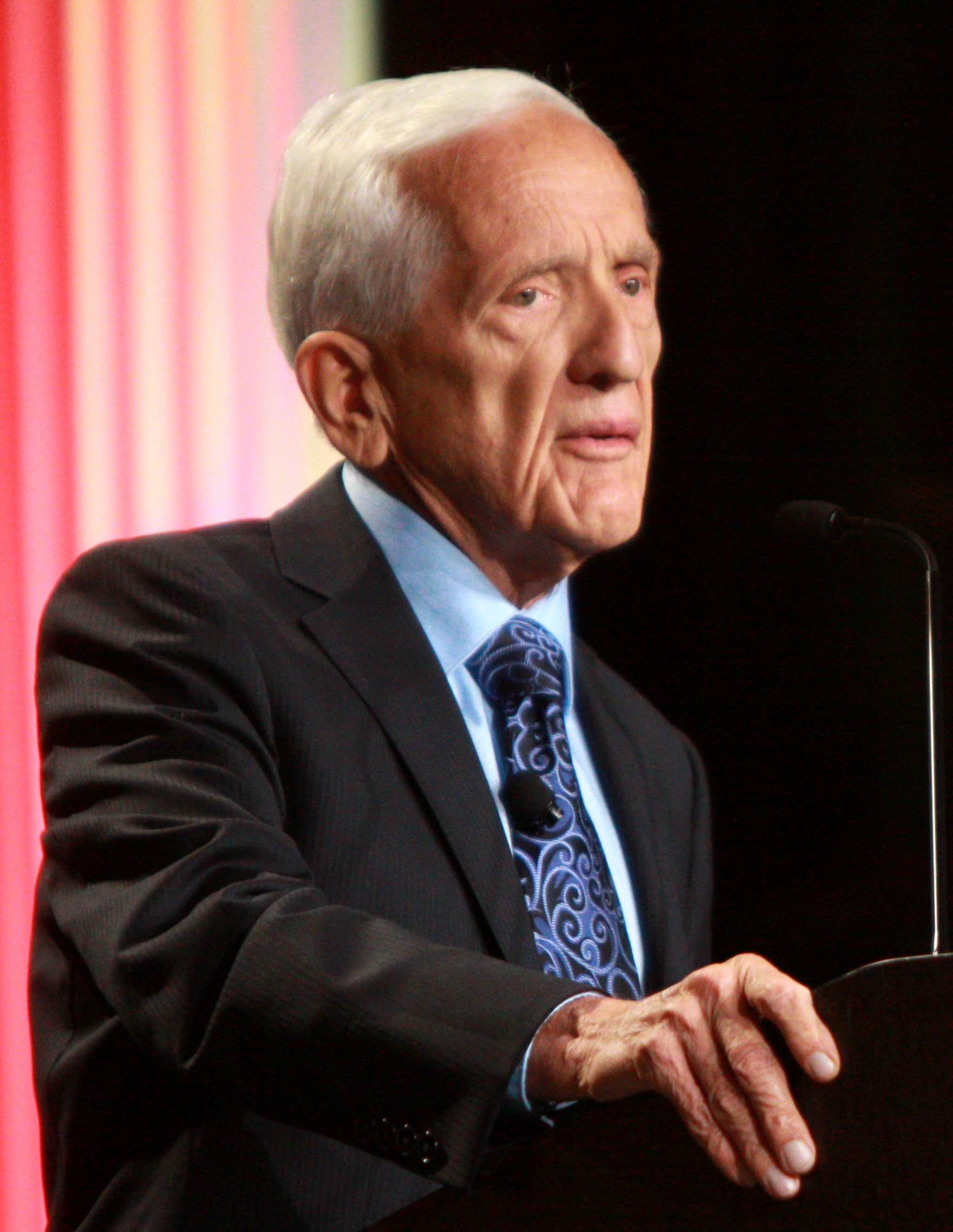
T. Colin Campbell

Thomas Colin Campbell (* 14. März 1934) ist ein US-amerikanischer Biochemiker, Ernährungsforscher und emeritierter Hochschulprofessor. Er ist Autor des Sachbuchs The China Study.

## Biographie
T. Colin Campbell wuchs auf einem Milchbauernhof auf und studierte Veterinärmedizin an der Pennsylvania State University, welche er 1956 mit dem Bachelor of Science verließ. Anschließend studierte er jeweils ein Jahr lang an der University of Georgia sowie an der Cornell University, wo er im Jahr 1958 seinen Master of Science in Biochemie und Ernährungswissenschaften erhielt. 1961 promovierte Campbell zum Ph.D. in Ernährung, Biochemie und Mikrobiologie.
Er arbeitete zunächst als wissenschaftlicher Mitarbeiter am Massachusetts Institute of Technology und anschließend 10 Jahre lang am Virginia Polytechnic Institute and State University in der Abteilung für Biochemie und Ernährungswissenschaften. Im Jahre 1975 ging er wieder zurück an die Cornell University, wo er in der Abteilung für Ernährungswissenschaften arbeitete. In dieser Funktion war er auch als wissenschaftlicher Berater für das American Institute for Cancer Research tätig. Campbell gehörte mehreren Ausschüssen der National Academy of Sciences an und hat einen Lehrauftrag an der Chinese Academy of Preventive Medicine. Er ist zudem Mitglied im Beirat des Physicians Committee for Responsible Medicine (PCRM), einer 1985 in den USA gegründeten Organisation, die Tierversuche bekämpft und für vegane Ernährung wirbt.

## Forschungsschwerpunkt
Campbell war wissenschaftlicher Leiter des so genannten China-Cornell-Oxford Project, einer im ländlichen China der 1970er und 1980er Jahre durchgeführten epidemiologischen Studie. Es wurden Daten über die Ernährung, die Umwelt, die Lebensweise und die Erkrankungen der Teilnehmer erhoben. Die Studie entstand in Zusammenarbeit der US-amerikanischen Cornell University und der britischen University of Oxford mit der chinesischen Chinese Academy of Preventive Medicine. Mit über 6500 Teilnehmern war die Studie eine der größten ihrer Art. Sie wurde von der New York Times als „Grand Prix der Epidemiologie“ beschrieben.
Campbell interpretiert Ergebnisse aus diesem Studienprojekt dahingehend, dass eine Ernährung mit tierischen Produkten dem menschlichen Organismus  gesundheitlich schadet, die Wahrscheinlichkeit für das Auftreten von Krebs, Diabetes, Autoimmunkrankheiten, Herz-Kreislauf-Erkrankungen und weiterer deutlich steigert. 2004 veröffentlichte er hierzu unter dem Titel The China Study ein Sachbuch, in dem er als Konsequenz eine überwiegend vegane Ernährung sowie eine reduzierte Aufnahme von verarbeiteten Nahrungsmitteln und raffinierten Kohlenhydraten empfiehlt. Ein prominenter Fan dieses Buches ist Bill Clinton.

## Dokumentarfilm
Im Jahre 2011 wurde ein 90-minütiger Dokumentarfilm mit dem Titel Forks Over Knives veröffentlicht, welcher sich mit der Forschungsarbeit von T. Colin Campbell sowie seinem Kollegen Caldwell Esselstyn beschäftigt. Der Film gibt einen Überblick über die China Study und weiterer Studien zum Thema pflanzlicher bzw. veganer Ernährung.

## Auszeichnung
2017 wurde Campbell mit dem Lifetime Achievement Award des American College of Lifestyle Medicine (ACLM) geehrt.

### Veröffentlichungen (Auswahl)
- (mit W. J. Milne): Principles of Objective Testing in Chemistry (The Principles of objective testing series). Heinemann Educational Publishers (1986). ISBN 0-435-64575-7.
- Diet, Life-Style, and Mortality in China: A Study of the Characteristics of 65 Chinese Counties. Oxford University Press (1990). ISBN 0-8014-2453-4.
- (mit anderen): Fish consumption, blood docosahexaenoic acid and chronic diseases in Chinese rural populations. In: Comp Biochem Physiol A Mol Integr Physiol. 2003 Sep;136(1):127-40. doi:10.1016/s1095-6433(03)00016-3. PMID 14527635.
- (mit Thomas M. Campbell): The China Study: The Most Comprehensive Study of Nutrition Ever Conducted and the Startling Implications for Diet, Weight Loss and Long-Term Health. BenBella Books (2004). ISBN 1-932100-38-5.
- (mit Thomas M. Campbell): China Study: Die wissenschaftliche Begründung für eine vegane Ernährungsweise. Verlag Systemische Medizin (2011). ISBN 3-86401-001-2 (Übersetzerin: Maria Michalitsch).

### Sekundärliteratur
- Michael Senoff: How To Reverse Aging And Disease With The Miracle Of Food!: An Interview With T. Colin Campbell (2011).